# Сан Фрутуозо (Ђенова)
Сан Фрутуозо је насеље у Италији у округу Ђенова, региону Лигурија.
Према процени из 2011. у насељу је живело 39 становника. Насеље се налази на надморској висини од 48 м.